# ساتوشی یامازاکی
ساتوشی یامازاکی (انگلیسی: Satoshi Yamazaki؛ زادهٔ ۸ آوریل ۱۹۸۱) بازیکن بیس‌بال اهل ژاپن است.